# Géo Bernier
Géo Bernier, né à Namur le 26 juillet 1862 et mort à Ixelles le 28 décembre 1918, est un peintre belge de paysages et de portraits, et essentiellement un peintre animalier représentant des chevaux. Il est également dessinateur d'affiches.

## Biographie

### Famille
Géo (Georges Henri Clément Antoine Marie) Bernier, né à Namur le 26 juillet 1862, est le fils aîné d'Henri Charles Bernier, commis des ponts et chaussées à Namur (1842), puis conseiller communal à Saint-Gilles, et de Marie Clémence Duvivier, mariés en 1861.
Son frère Fernand Bernier (1864-1929) est journaliste et rédacteur à L'Etoile belge), homme de lettres, et officier d'académie, devenu bourgmestre de Saint-Gilles, quatre mois avant sa mort en 1929. Géo Bernier est le père du compositeur René Bernier (1905-1984).

### Formation

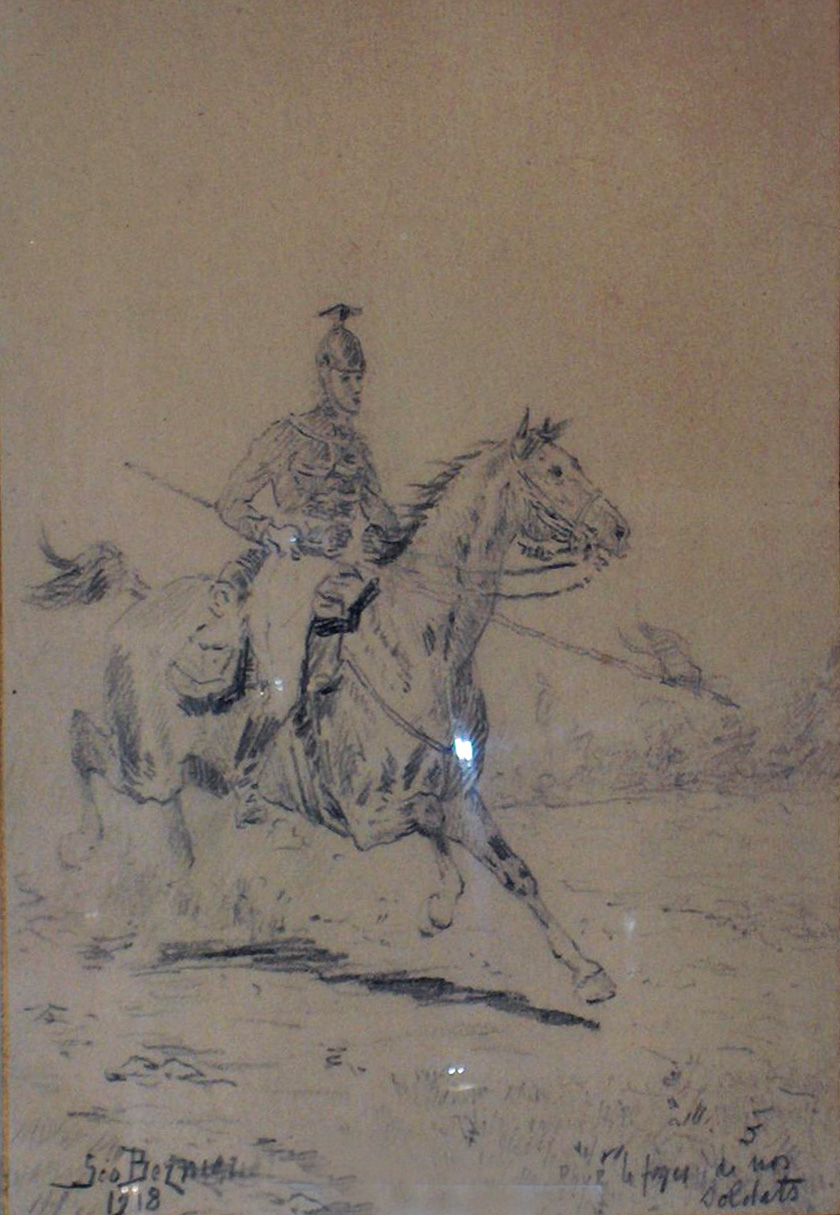
Un Hussard, 1918.

Ses talents, à l'époque où il dessine les chevaux de halage, sont découverts très tôt au collège de Namur par son professeur de dessin Ferdinand Marinus. À partir de 1880, il se forme à Bruxelles dans l'atelier de Michel Van Alphen, peintre paysagiste. En 1883, il entre à l'Académie royale des beaux-arts de Bruxelles, où il reçoit jusqu'en 1887 une formation auprès du peintre post-romantique Jean-François Portaels (peinture), de Joseph Stallaert (dessin d'après nature), ainsi que de Joseph van Severdonck (dessin d'après modèles antiques). Il ne se présente cependant à aucun des concours organisés par l'Académie, dont il sort en 1888,.
Il rejoint la Compagnie brésilienne des Tramways bruxellois et suit durant cette période une formation complémentaire de deux années en anatomie du cheval à l'École de médecine vétérinaire de l'État de Bruxelles auprès du professeur Adolphe Reul. Cet apprentissage lui permet de devenir un spécialiste de la représentation de chevaux, aussi bien de selle que de trait. Géo Bernier illustre, dès 1898, la revue scientifique de la faculté de médecine vétérinaire.

### Carrière

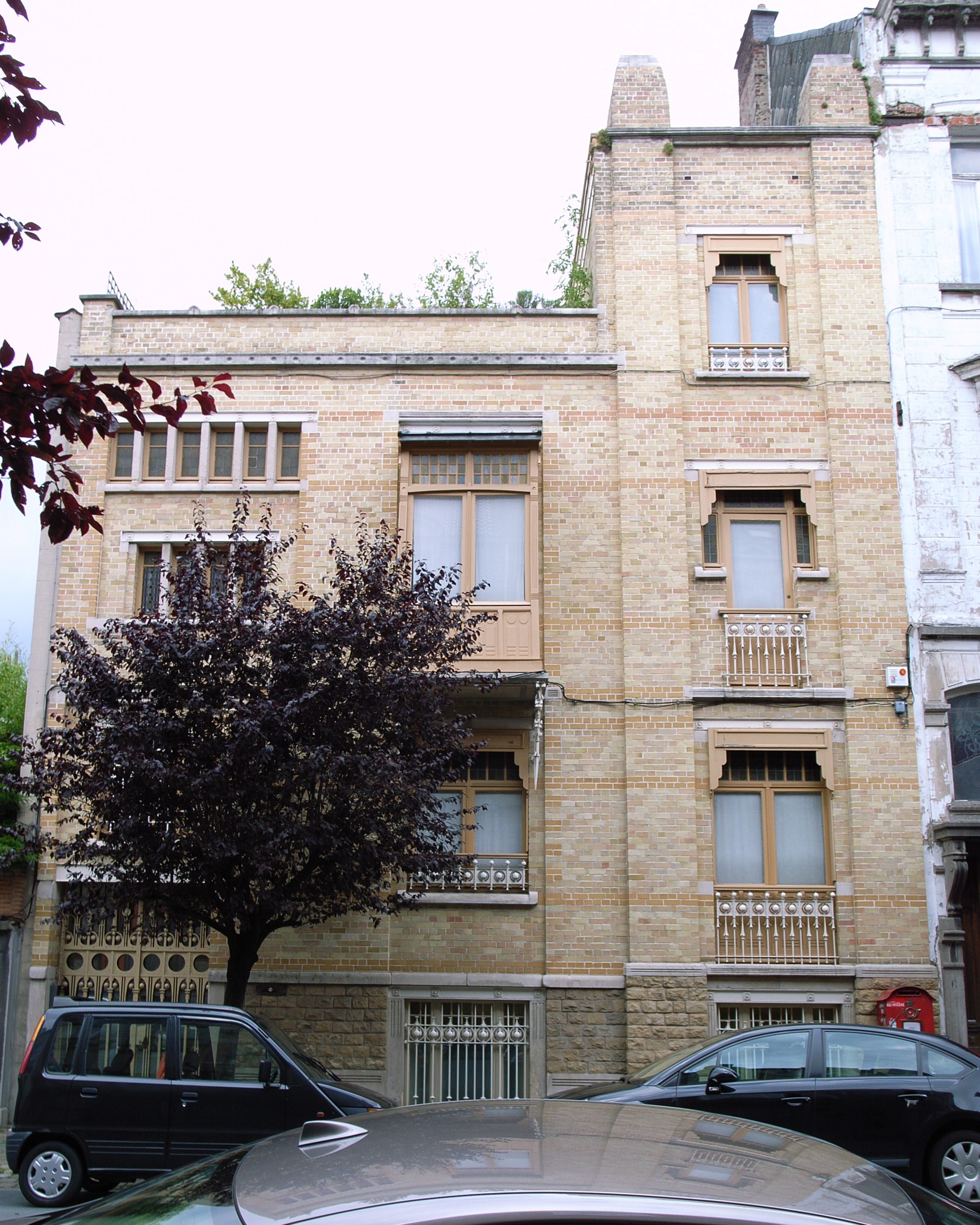
Résidence de Géo Bernier, au no 4 rue de la Reforme à Ixelles.

Grâce à sa connaissance d'Alfred Madoux, directeur du quotidien bruxellois L'Étoile belge, il peut réaliser des croquis dans ses écuries à Auderghem et dans celles du régiment des Guides. Cette opportunité le conduit, en 1887, à réaliser sa première toile importante, intitulée La Charge des Guides. Pour se perfectionner davantage, il suit des cours de dissection à l'école vétérinaire de Bruxelles.
Géo Bernier épouse à Saint-Gilles le 21 mai 1887 Jenny Hoppe (1870-1934), peintre impressionniste, sœur de Ketty Gilsoul-Hoppe et la belle-sœur de Victor Gilsoul. À partir de 1904, le couple de peintres demeure rue de la Réforme, no 4 à Ixelles, où il dispose également d'un espace d'exposition. Leur maison a été conçue entre 1902 et 1904 par l'architecte décorateur Alban Chambon et réalisée par son fils Fernand Chambon. La demeure est protégée le 3 juillet 1997 par le Service des Monuments et Paysages de la Région de Bruxelles-Capitale.
En 1892, Géo Bernier commence à exposer aux Salons triennaux belges. En 1893, il devient cofondateur du cercle d'art Le Sillon. Dès la première exposition annuelle du cercle, en 1893, Émile Verhaeren mentionne Géo Bernier comme l'un des peintres animaliers belges les plus importants. Outre les chevaux, il peint avec talent d'autres animaux : bœufs, moutons, chiens, cygnes,… Il est également un grand admirateur du peintre animalier Alfred Verwée, mort en 1895, et dont il suit les traces,.
Géo Bernier fréquente assidûment le milieu des chevaux de course et de leurs propriétaires. Il peint de nombreuses toiles à l'élevage de chevaux de Jules Hazard à Leers-et-Fosteau. Il se spécialise également dans la peinture de « portraits » de chevaux primés, tels Mercure (1887), Brin d'or, Faucille (1898 ou 1899) ou Rêve d'or, et dans le portrait équestre du propriétaire sur son cheval. Géo Bernier se rend également volontiers aux expositions canines et y envoie parfois quelques œuvres lors de concours. Après sa visite à l'exposition du centenaire de l'Académie des beaux-arts, le roi Léopold II acquiert en novembre 1900 une œuvre de Géo Bernier destinée à la galerie du palais royal de Bruxelles.
Il dessine également de nombreuses affiches, comme pour Les Tramways bruxellois, pour le saut d'obstacles (Spa, 1896, 1900 et 1903) et les courses d'attelages (Bruxelles, 1905, 1914). Il signe également les diplômes décernés aux vainqueurs. Il nourrit un amour profond pour la vaste nature des environs de Furnes-Ambacht, tout en peignant aussi de nombreux paysages de facture réaliste dans les polders et les dunes de Knokke-Heist. Plusieurs marines datent également de cette époque.
De santé fragile, il est fréquemment contraint d'interrompre son travail. Géo Bernier meurt à Ixelles le 28 décembre 1918 et il est inhumé dans la plus stricte intimité.

## Œuvre
Géo Bernier laisse une œuvre considérable. Il est également le dernier des grands peintres animaliers réalistes belges à travailler dans la tradition de Paulus Potter.

### Galerie de peintures

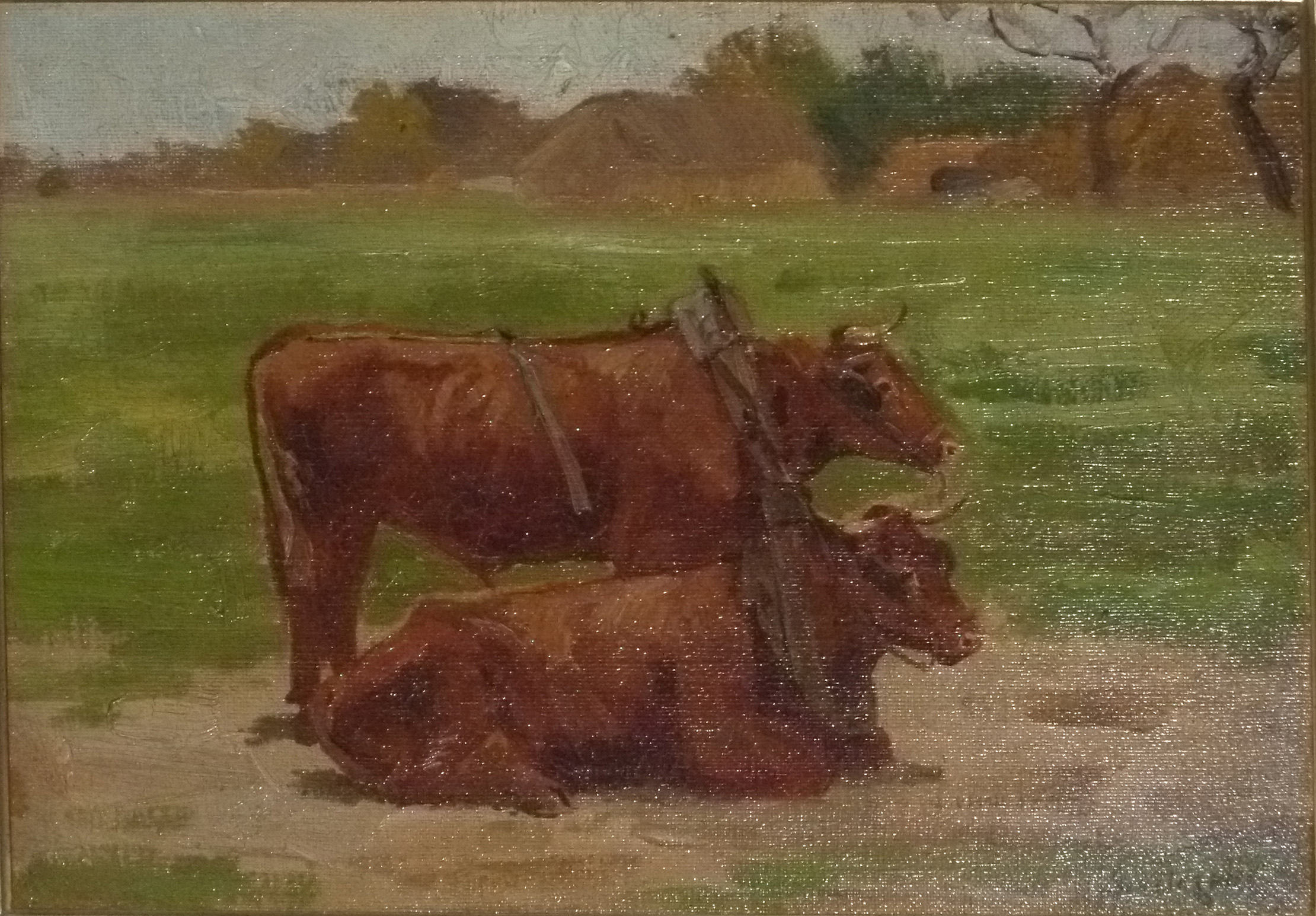
Bœufs sous le joug.
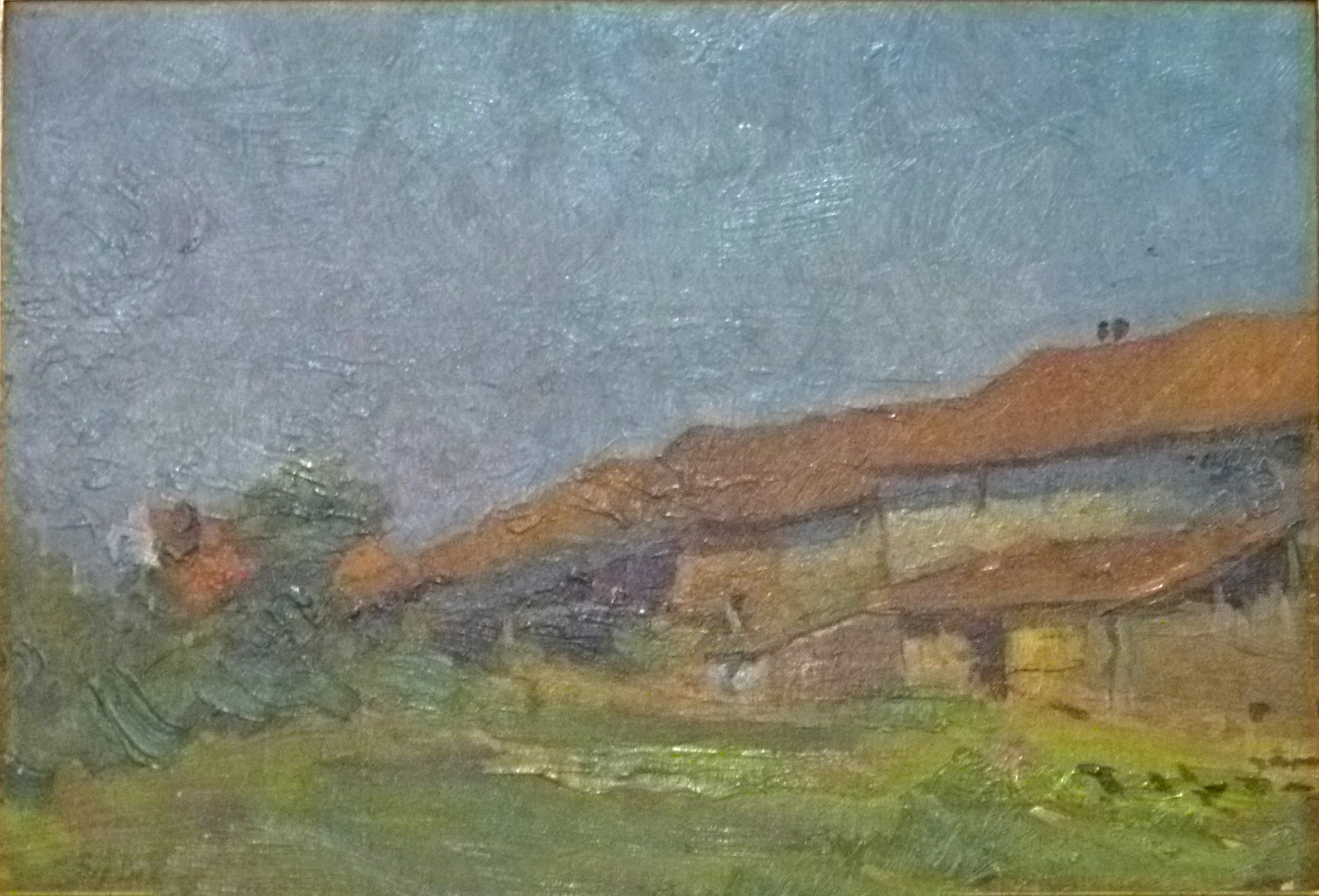
Paysage ensoleillé avec une ferme.
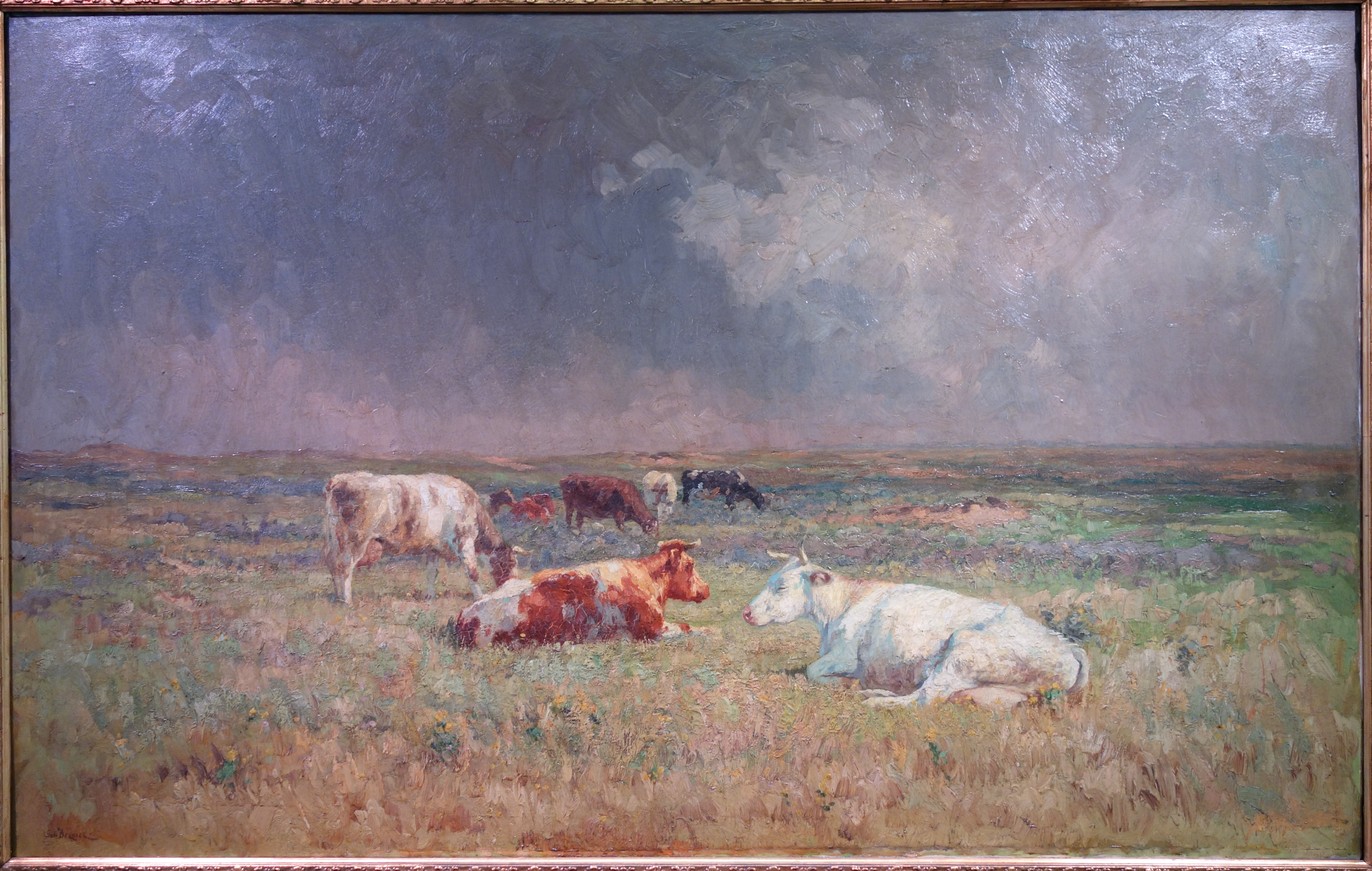
Vaches dans une prairie, Musée M.
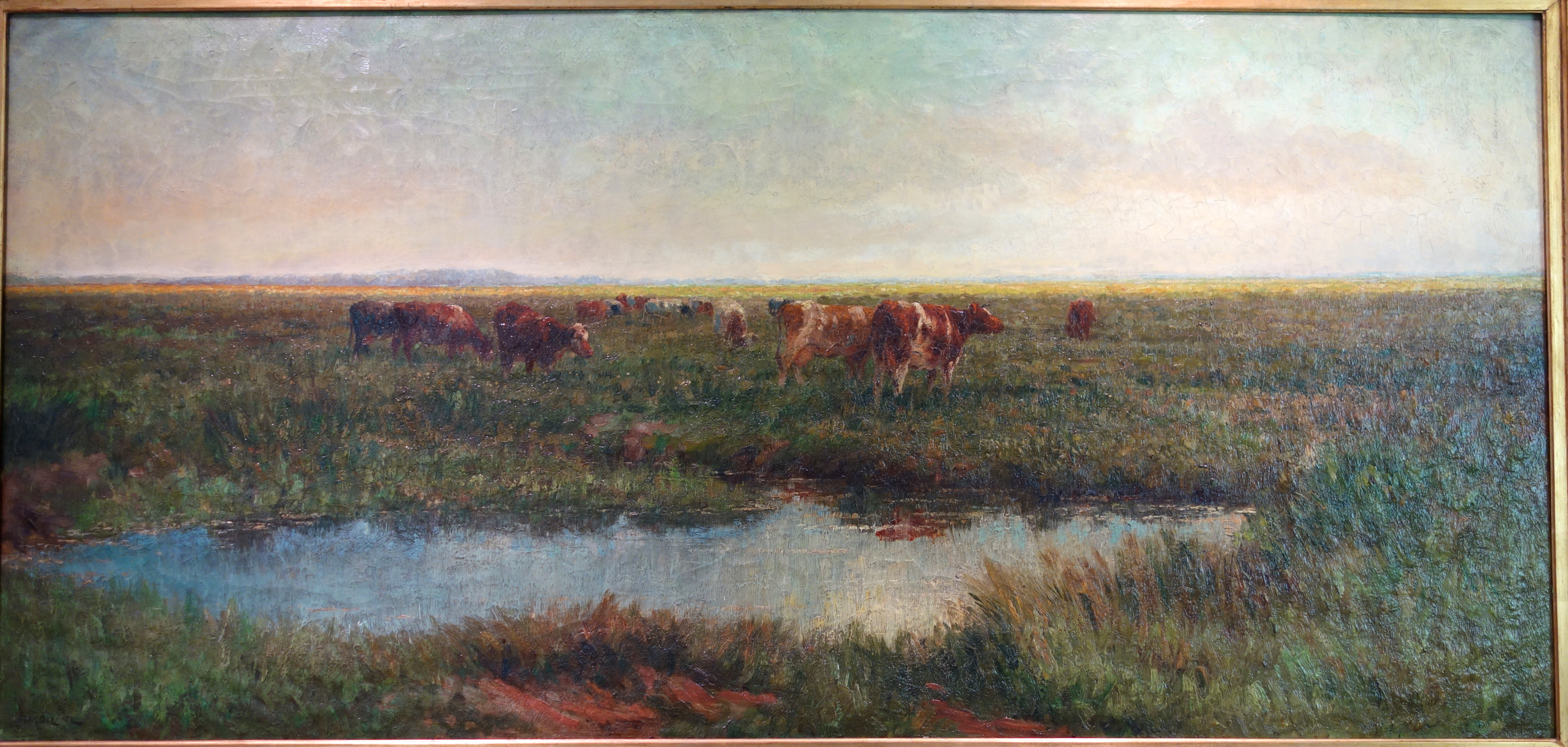
La Mare, Musée M.
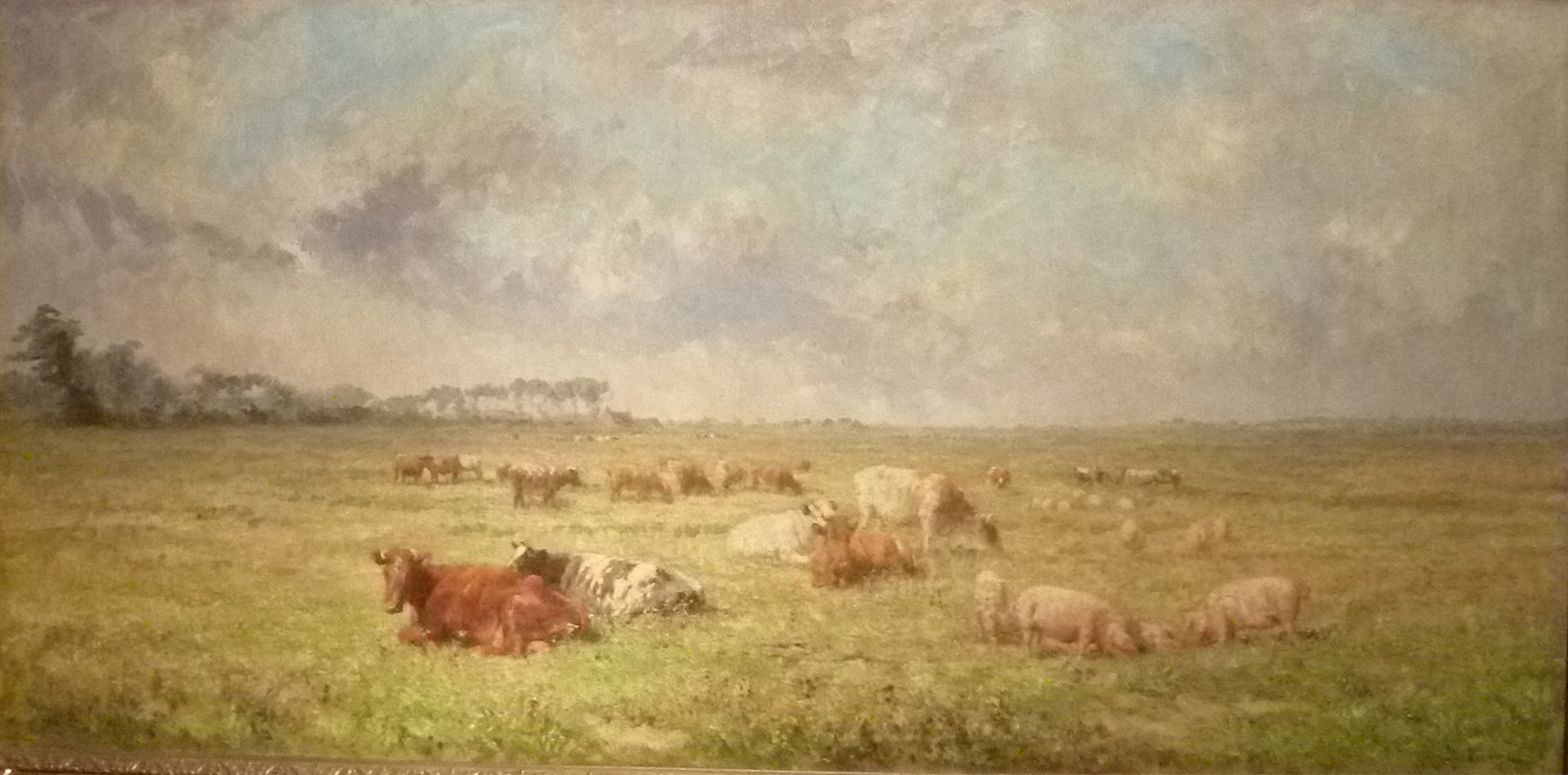
Dimanche matin en Flandre, Musée communal de Saint-Gilles.

### Expositions
- Salon de Gand de 1892 : Le Nouveau-né et Pâturage[8].
- Exposition du cercle Le Sillon de 1893 : Quiétude, Le Matin, La Mare et Verger[9].
- Salon de Bruxelles de 1893 : Charge de guides, L'Étalon et Mère et fils (jument et poulain[16].
- Exposition du cercle Le Sillon de 1894 : Vaches au pâturage et Cheval de halage[17].
- Salon de Gand de 1895 : Le Charroi des betteraves au Fosteau et Au jour le jour[18].
- Exposition du cercle Le Sillon de 1896 : Vaches dormant[19].
- Salon de Bruxelles de 1897 : Le Dernier sillon et Vaches couchées[20].
- Salon d'Anvers de 1898 : La Rue de l'Équarisseur[21].
- Salon de l'Aréopage du XXe siècle de 1898 à Bruxelles : Crépuscule en Flandre[22].
- Exposition du cercle Le Sillon de 1899 : Coin tranquille[23].
- Salon de Bruxelles de 1900 : Automne, Chemin à Linkebeek et En Furnes-Ambacht[24].
- Salon de Bruxelles de 1903 : Taureau attaquant un cheval et Heure paisible[25].
- Salon de Bruxelles de 1907 : La Sieste et Temps gris[26].
- Salon de Printemps de 1908 à Bruxelles : Matinée de septembre en Flandre et La Mare[27].
- Salon des beaux-arts de Huy de 1913 : Gerbes de blé au soleil couchant[28].
- Salon de Bruxelles de 1914 : La Mare et Après-midi de septembre[29].
- Salon d'Été de 1915 à Bruxelles[30].
- Salon de Printemps de 1916 à Bruxelles[31].

### Réception critique
En février 1893, lorsque Géo Bernier expose au cercle artistique Le Sillon, Émile Verhaeren écrit : 

« D'entre eux tous, celui dont le talent est le plus formé est certainement M. Georges Bernier, animalier et paysagiste. Souvent, il refait à sa façon le tableau de M. Verwée ou de M. Stobbaerts, dont il rappelle la plénitude de coloris, les tons chauds, solides et vigoureux. Mais il a d'autres notes, très variées et de rares délicatesses. »

En juin 1908, Géo Bernier expose deux toiles au Salon de Printemps. Sander Pierron affirme : 

« Géo Bernier a reconquis une conception plus vraie, plus saine, plus robuste de la contrée qui l'inspire de coutume[…] N'y a-t-il pas une fluidité surprenante dans le ciel de sa Matinée de septembre en Flandre, si nuancé de bleus et de gris et qui domine des pâturages où paissent et ruminent des vaches et des bœufs issus de ce sol dont ils mangent les herbes et faisant si bien corps avec lui ? Si ce morceau-là, robustement brossé, a de la sérénité et une haute puissance pittoresque, La Mare, par contre, a de la mélancolie, une gravité qui attire et qui retient. [—] Ces deux toiles sont peintes sobrement , amoureusement, et si l'observation du détail y est évidente, elle est comprise de façon à ne jamais friser le maniérisme oula dangereuse méticulosité. »

### Collections muséales
Ses œuvres sont conservées dans plusieurs musées belges :
- Bruges : Musée Groeninge.
- Bruxelles : Bibliothèque Royale Albert Ier, cabinet d'imprimeries.
- Bruxelles : Musées royaux des Beaux-Arts de Belgique.
- Bruxelles : Musée de la ville de Bruxelles[4].
- Saint-Gilles : Musée communal[4].
- Ixelles : Musée des Beaux-Arts.
- Liège : Musée de la Vie wallonne.
- Louvain : Musée M.
- Spa : Musée de la ville d'eaux.
- Tournai : Musée des Beaux-Arts.

## Distinction
- Chevalier de l'ordre de Léopold (par arrêté royal du 19 mars 1903)[32].

## Hommages

### Expositions posthumes
- Le 1er mai 1920, en présence de Jules Destrée, ministre des sciences et des arts, une exposition rétrospective est consacrée à Géo Bernier au Cercle artistique de Bruxelles et présente 206 toiles[10].
- En novembre 1921, à la Galerie du Studio à Bruxelles, s'ouvre une exposition consacrée aux peintres morts récemment : Géo Bernier, Isidore Meyers et Frans Van Holder[33].

### Toponymie
À Ixelles, à partir du 1er janvier 1923, sur décision du collège échevinal, la rue de la Réforme, où demeurait l'artiste, porte dorénavant le nom de « rue Géo Bernier ».